# Spesbona angusta
Spesbona angusta е вид водно конче от семейство Platycnemididae. Видът е уязвим и сериозно застрашен от изчезване.

## Разпространение
Разпространен е в Южна Африка (Западен Кейп).